# Beatrice Alemagna
Beatrice Alemagna (Bologna, 10 maggio 1973) è una scrittrice e illustratrice italiana, specializzata nella letteratura per l'infanzia.

## Biografia
Nata a Bologna nel 1973, Beatrice Alemagna ha studiato all'Istituto superiore per le industrie artistiche di Urbino (ISIA), e nel 1997 si è trasferita a Parigi, dove vive. Ha lavorato come artista di poster per il Centre Pompidou per oltre 10 anni.
Ha pubblicato più di 30 libri per bambini, tradotti in svedese, inglese, coreano, giapponese, cinese, spagnolo, tedesco, greco, portoghese, polacco, olandese, lituano, russo.

## Premi e riconoscimenti
Il suo libro Un grande giorno di niente è stato tra i dieci libri per bambini meglio illustrati del 2017, secondo il New York Times e la New York Public Library. Questo libro è stato anche premiato con la medaglia d'oro per l'arte originale dalla Society of Illustrators di New York.
Ha inoltre ricevuto ll Premio Andersen come miglior illustratrice nel 2010 ed è stata nominata quattro volte all'Astrid Lindgren Memorial Award (nel 2014, 2015, 2016 e 2017). Nel 2020 ha vinto il Prix des Sorcières per Le cose che passano. Nel 2021 ha ricevuto il premio speciale della giuria al Premio Letteratura per Ragazzi di Cento per le illustrazioni di A sbagliare le storie di Gianni Rodari.

## Opere

### Autrice
- Che cos'è un bambino?, Topipittori, 2008
- Nel paese delle pulcette, Phaidon, 2009
- Un leone a Parigi, Donzelli, 2009
- Taccuino del leone a Parigi, Donzelli, 2010
- Storia corta di una goccia d'acqua, Donzelli, 2010
- Le pulcette in giardino, Phaidon, 2011
- La vicina delle pulcette, Phaidon, 2012
- I cinque malfatti, Topipittori, 2014
- Piccolo grande Bubo, Topipittori, 2014
- Il meraviglioso Cicciapelliccia, Topipittori, 2015
- Un grande giorno di niente, Topipittori, 2016
- Buon viaggio piccolino, Topipittori, 2017
- Il disastrosissimo disastro di Harold Snipperpot, Topipittori, 2018
- Le cose che passano, Topipittori, 2019
- La bambina di vetro, Topipittori, 2020
- Mio amore, Topipittori, 2020
- La gigantesca piccola cosa, Donzelli, 2020
- Addio Biancaneve, Topipittori, 2021
- Manco per sogno, Topipittori, 2021
- Io & Pepper, Topipittori, 2023
- Sua Altezza Poltiglia, Topipittori, 2025

### Illustratrice
- Astrid Lindgren, Lotta Combinaguai, Mondadori, 2015
- Astrid Lindgren,  Lotta Combinaguai sa fare tutto, Mondadori, 2018
- Gianni Rodari, A sbagliare le storie, Emme Edizioni, 2020
- Gianni Rodari, La luna di Kiev, Einaudi, 2022
- Sara Stridsberg, Al parco, Topipittori, 2022